# Marc Burns
Marc Burns (Port of Spain, 7 gennaio 1983) è un velocista trinidadiano.
In carriera vanta un oro (2008) ed un argento (2012) olimpico nella staffetta 4×100 metri e tre argenti mondiali, sempre nella staffetta veloce (2001, 2005 e 2009).
Il 27 luglio 2012 è stato portabandiera per Trinidad e Tobago alla cerimonia di apertura dei Giochi olimpici di Londra.

## Palmarès
| Anno | Manifestazione          | Sede          | Evento      | Risultato  | Prestazione | Note                                     |
| ---- | ----------------------- | ------------- | ----------- | ---------- | ----------- | ---------------------------------------- |
| 2000 | Mondiali juniores       | Santiago      | 100 m piani | Bronzo     | 10"40       | Miglior prestazione personale            |
| 2000 | Mondiali juniores       | Santiago      | 200 m piani | Batteria   | dnf         |                                          |
| 2000 | Mondiali juniores       | Santiago      | 4×100 m     | 4º         | 40"03       | Miglior prestazione nazionale under 20   |
| 2000 | Giochi olimpici         | Sydney        | 4×100 m     | Semifinale | 38"92       | Record nazionale                         |
| 2001 | Mondiali                | Edmonton      | 4×100 m     | Argento    | 38"58       | Record nazionale                         |
| 2002 | Mondiali juniores       | Kingston      | 100 m piani | Argento    | 10"18       | Miglior prestazione personale            |
| 2002 | Mondiali juniores       | Kingston      | 4×100 m     | Bronzo     | 39"17       | Miglior prestazione nazionale under 20   |
| 2003 | Giochi panamericani     | Santo Domingo | 4×100 m     | Argento    | 38"53       |                                          |
| 2003 | Mondiali                | Saint-Denis   | 100 m piani | Batteria   | 10"28       | Miglior prestazione personale stagionale |
| 2003 | Mondiali                | Saint-Denis   | 4×100 m     | Semifinale | 38"84       |                                          |
| 2004 | Giochi olimpici         | Atene         | 100 m piani | Batteria   | dq          |                                          |
| 2004 | Giochi olimpici         | Atene         | 4×100 m     | 7º         | 38"60       |                                          |
| 2005 | Mondiali                | Helsinki      | 100 m piani | 7º         | 10"14       |                                          |
| 2005 | Mondiali                | Helsinki      | 4×100 m     | Argento    | 38"10       | Record nazionale                         |
| 2006 | Giochi del Commonwealth | Melbourne     | 100 m piani | Bronzo     | 10"17       |                                          |
| 2007 | Mondiali                | Osaka         | 100 m piani | 8º         | 10"29       |                                          |
| 2008 | Campionati CAC          | Cali          | 4×100 m     | Oro        | 38"54       |                                          |
| 2008 | Giochi olimpici         | Pechino       | 100 m piani | 7º         | 10"01       |                                          |
| 2008 | Giochi olimpici         | Pechino       | 4×100 m     | Oro        | 38"06       |                                          |
| 2009 | Mondiali                | Berlino       | 100 m piani | 7º         | 10"00       | Miglior prestazione personale stagionale |
| 2009 | Mondiali                | Berlino       | 4×100 m     | Argento    | 37"62       | Record nazionale                         |
| 2010 | Giochi CAC              | Mayagüez      | 4×100 m     | Oro        | 38"24       | Record dei Giochi                        |
| 2011 | Mondiali                | Taegu         | 4×100 m     | 6º         | 39"01       |                                          |
| 2012 | Mondiali indoor         | Istanbul      | 60 m piani  | 5º         | 6"62        |                                          |
| 2012 | Giochi olimpici         | Londra        | 4×100 m     | Argento    | 38"12       |                                          |
| 2014 | World Relays            | Nassau        | 4×100 m     | Argento    | 38"04       | Miglior prestazione personale stagionale |
| 2014 | Giochi del Commonwealth | Glasgow       | 4×100 m     | Bronzo     | 38"10       |                                          |
| 2015 | World Relays            | Nassau        | 4×100 m     | 7º         | 38"92       | Miglior prestazione personale stagionale |
| 2018 | Giochi del Commonwealth | Gold Coast    | 4×100 m     | Batteria   | dq          |                                          |

## Altre competizioni internazionali
2005
- Oro alla World Athletics Final ( Monaco), 100 m piani - 10"00

2006
- 8º alla World Athletics Final ( Stoccarda), 100 m piani - 10"24
- Bronzo in Coppa del mondo ( Atene), 100 m piani - 10"14

2008
- 5º alla World Athletics Final ( Stoccarda), 100 m piani - 10"22